# یواس‌اس ایثن الن (۱۸۵۹)
یواس‌اس ایثن الن (۱۸۵۹) (به انگلیسی: USS Ethan Allen (1859)) یک کشتی بود که طول آن ۱۵۳ فوت ۶ اینچ (۴۶٫۷۹ متر) بود. این کشتی در سال ۱۸۵۹ ساخته شد.